# Tohmajärvi (sjö i Tohmajärvi, Norra Karelen)
Tohmajärvi är en sjö i kommunen Tohmajärvi i landskapet Norra Karelen i Finland. Sjön ligger 80,2 meter över havet. Den är 14 meter djup. Arean är 12,13 kvadratkilometer och strandlinjen är 32,82 kilometer lång. Sjön  ingår i Tohmajokis huvudavrinningsområde.   Den ligger omkring 52 kilometer sydöst om Joensuu och omkring 360 kilometer nordöst om Helsingfors. 
I sjön finns öarna Turosaari och Samulisaari. Norr om Tohmajärvi ligger centralorten Tohmajärvi. 